# Oscar Loya

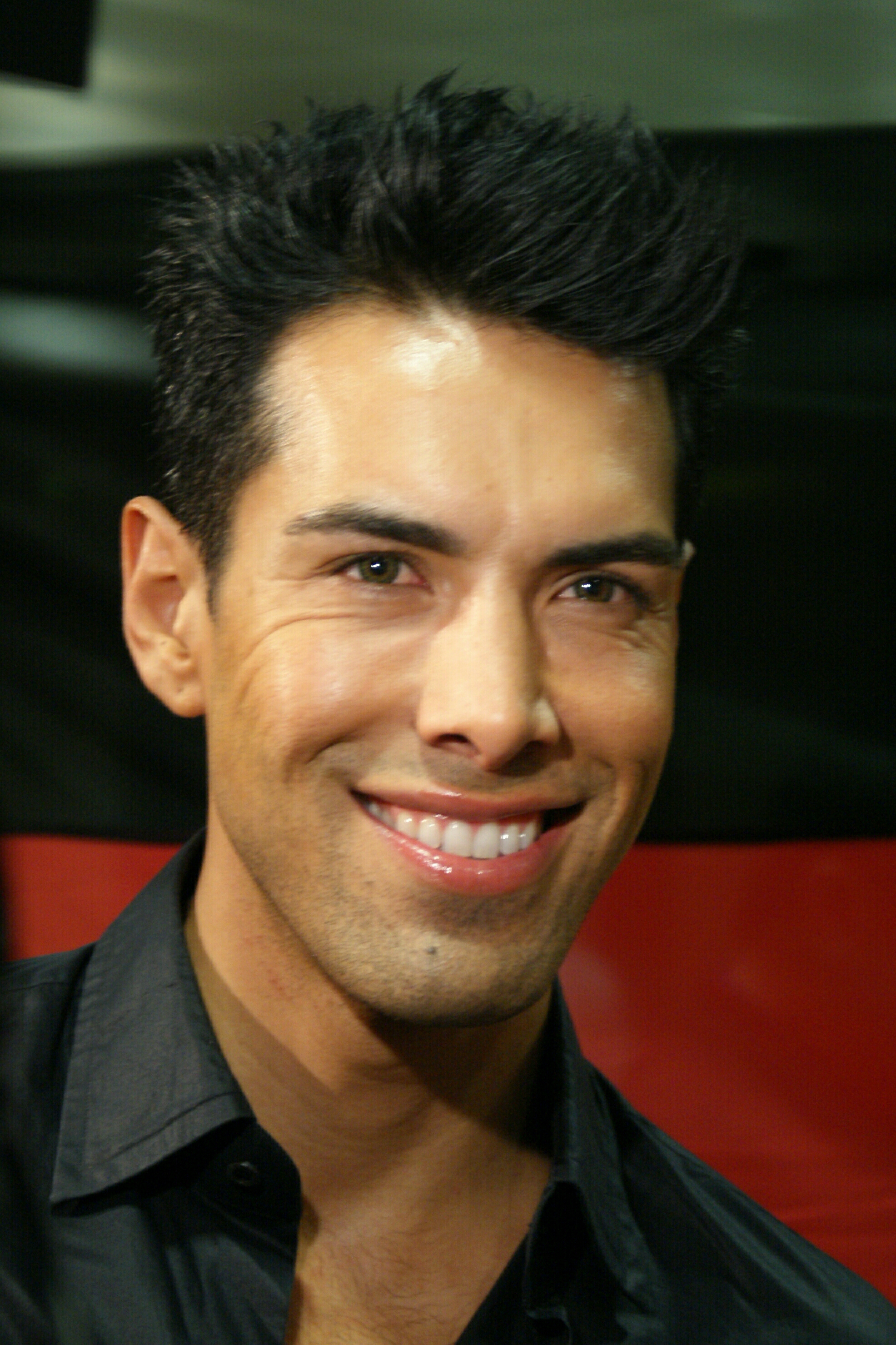
Oscar Loya (2009)

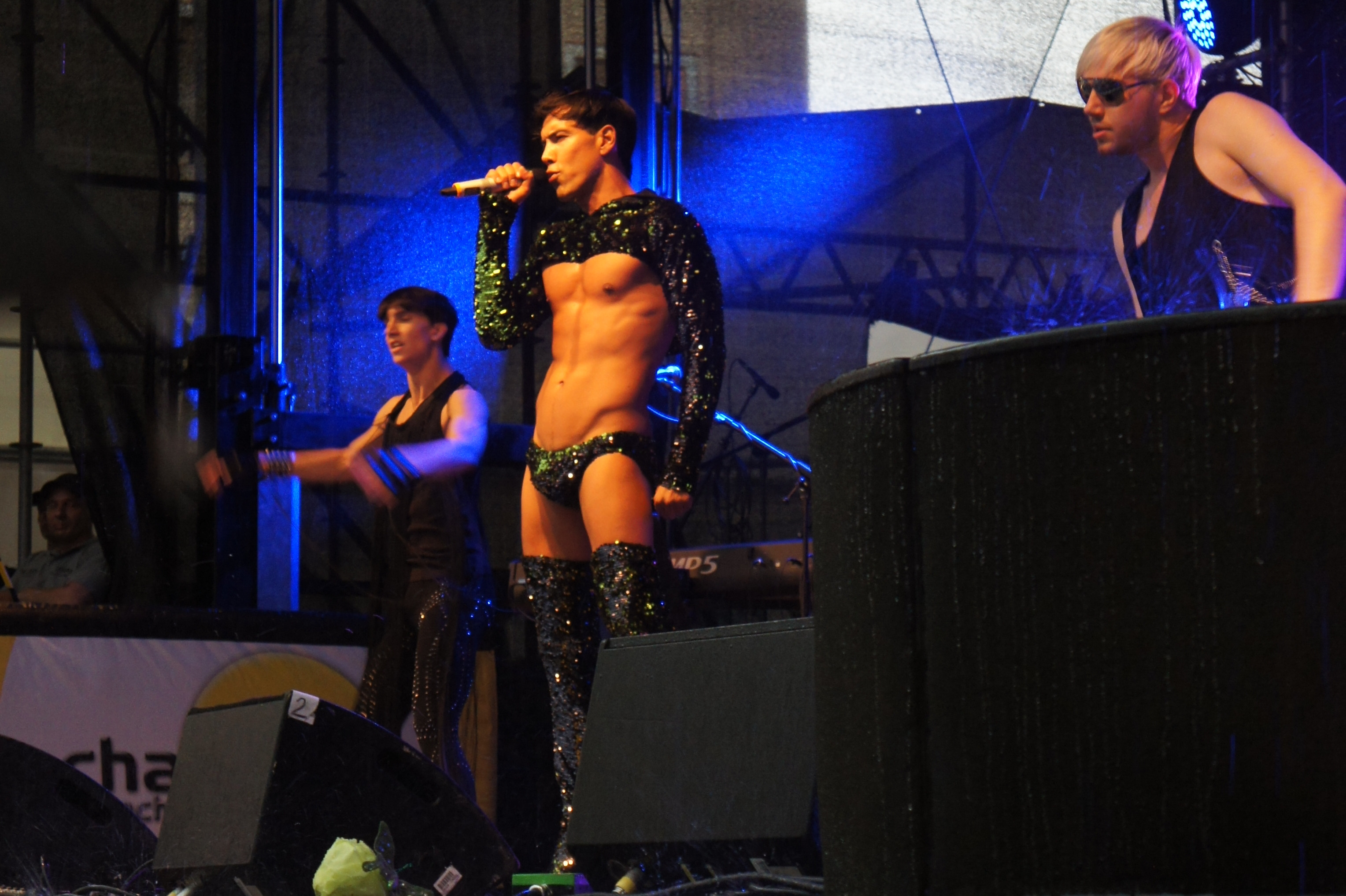
Oscar Loya beim CSD in München 2011

Oscar Loya (* 12. Juni 1979 in Indio, Kalifornien) ist ein US-amerikanischer Musicaldarsteller und Sänger.

## Leben
Loya wuchs als jüngstes von fünf Kindern in Südkalifornien auf. Nach kurzen Erfahrungen mit Modedesign und als Stylist zog er 2003 nach New York und stand dort in Musicals auf der Bühne und spielte auch in Hongkong, Taiwan, Peking und Wien.
In München hatte Loya 2004 mit der West Side Story Premiere, wo er auch seinen Lebensgefährten kennenlernte. 2006 zog Loya nach München und veröffentlichte 2009 sein Debütalbum. Am 16. Mai 2009 vertrat er gemeinsam mit dem Musikproduzenten Alex Christensen als Musikduo Alex Swings Oscar Sings! Deutschland beim Eurovision Song Contest in Moskau.
Parallel konzentriert Loya sich auf seine Solokarriere und brachte 2011 sein Album „Beast“ heraus. Es folgte eine Club- und Festivaltour durch Europa. Im Dezember 2012 veröffentlichte Loya seine selbst geschriebene und co-produzierte Dance-Single „Learn Something New“ gemeinsam mit den amerikanischen Erfolgsproduzenten von Citrusonic Stereophonic. Von Oktober 2012 bis Juni 2013 spielte Loya die Hauptrolle in der Revue SHOW ME im Friedrichstadt-Palast in Berlin.

## Diskographie

### Alben
- 2009: Heart 4 Sale
- 2011: Beast
- 2018: Learn Something New (The Remixes)

### Singles
- 2009: Miss Kiss Kiss Bang
- 2012: Learn Something New
- 2019: Thank You for That
- 2019: Gacias A Dios
- 2019: Change Your Tune
- 2020: Make Space